# Western swing
O western-swing (em portugues: balanço ocidental) é um subgenero da música country americana que se originou no final da década de 1920 na região sul e oeste dos Estados Unidos. Atraiu enormes multidões para salões e clubes de dança no Texas, Oklahoma e Califórnia durante as décadas de 1930 e 1940, até que um imposto federal sobre clubes noturnos em 1944 contribuiu para o declínio do gênero.

O balanço ocidental é um estilo musical com raízes na década de 1920, no sudoeste dos Estados Unidos da América, e incorpora country, polca , dixieland, jazz de Nova Orleans.
O movimento foi um resultado do jazz. A música é uma amálgama da música country, músicas de cowboy, polca, folk, dixieland jazz e blues misturados com swing; e tocada por uma banda de cordas frequentemente aumentada com tambores, saxofones, pianos e, notadamente, o steel guitar. Os instrumentos de cordas amplificados eletricamente, especialmente o violão de aço, dão à música um som distinto. Encarnações posteriores também incluíram tons de bebop.
O western swing difere em vários aspectos da música tocada pelas bandas de swing e big swing bands da mesma época. Nas bandas western, mesmo as bandas totalmente orquestradas, vocais e outros instrumentos seguiram o exemplo do violino. Além disso, embora as bandas populares de trompete tendiam a arranjar e a compor suas músicas, a maioria das bandas western improvisavam livremente, seja por solistas ou coletivamente.
Grupos proeminentes durante o auge da popularidade do western swing incluíram The Light Crust Doughboys, Bob Wills and the Texas Playboys, Milton Brown and His Musical Brownies, Spade Cooley and His Orchestra e Hank Thompson And His Brazos Valley Boys. Os grupos contemporâneos incluem Asleep at the Wheel e The Hot Club of Cowtown.
Segundo Merle Travis, "O western swing não é nada mais do que um grupo de talentosos garotos do campo, sem escolta na música, mas tocando a música que eles sentem, batendo um ritmo sólido de dois a quatro às harmonias que zumbem em torno de seus cérebros. Quando ele escapa em toda sua glória musical, meu amigo, você tem o western swing"